# SN 1997ef
SN 1997ef – supernowa typu Ib/c-pec odkryta 25 listopada 1997 roku w galaktyce UGC 4107. Jej maksymalna jasność wynosiła 16,50m.